# Тепелєна

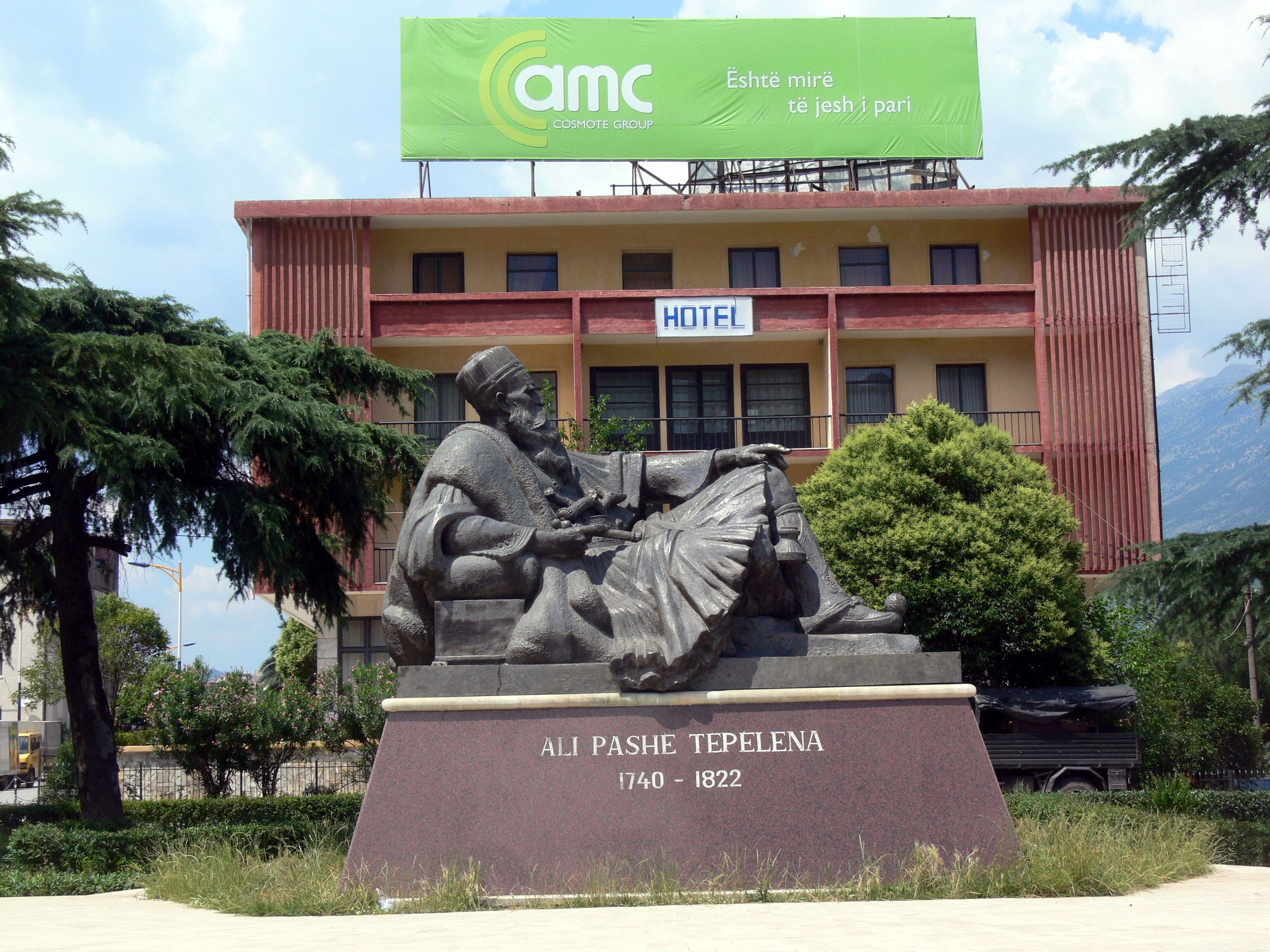
Пам'ятник Алі-паші Тепелєне

Тепелєна (алб. Tepelenë, тур. Tepedelen, грец. Τεπελένιον) — місто в південній Албанії, в історичній області Епір у префектурі Гірокастра, центр однойменного округу.

## Історія
Неподалік від міста у 198 році до н. е. відбулась битва на Аосі.
У XVIII столітті у місті правив могутній володар Алі-паша Тепелєнський.
За режиму Енвера Ходжі в районі міста розташовувався найбільший концтабір для противників комуністичного режиму.

## Відомі уродженці
- Костас Хормовітіс він же Лагумідзіс (грец. Κωνσταντίνος Χορμοβίτης- Λαγουμιτζής, село Хормове неподалік від Тепелени 1781- ?) відомий грецький сапер, учасник Визвольної війни у Греції 1821—1829 років, урятував Афінський Акрополь від цілковитого руйнування.

| Албанія | Це незавершена стаття з географії Албанії. Ви можете допомогти проєкту, виправивши або дописавши її. |